# Pater Weidmannplein
Het Pater Weidmannplein, voluit Pater L.J. Weidmannplein, bevindt zich in de middenberm van de Dr. Sophie Redmondstraat in Paramaribo, Suriname, bij de kruising met de Frederik Derbystraat.
Op 15 februari 1975 werd hier het standbeeld van Jozef Weidmann geplaatst, waarbij of waarna het plein ook naar Weidmann werd genoemd.
De katholieke Pater Weidman (1899-1962) was in 1946 medeoprichter van de politieke partij PSV en twee jaar later van de christelijke vakfederatie PWO, waarbij zich winkelpersoneel, zorgmedewerkers en bouwvakkers aansloten. Hij richtte zich op een betere positie voor arbeiders via betere arbeidsvoorwaarden, een cao en medezeggenschap. Hij wordt gezien als de grondlegger van het algemeen kiesrecht in Suriname.

## Gedenktekens
Op en bij het plein staan meerdere gedenktekens. Na de plaatsing van het standbeeld van Jozef Weidmann (1975) kwam er ruimte voor vakbondsleiders met een standbeeld van Fred Derby (2012) en Borstbeeld van Hendrik Sylvester (2014). Vervolgens werd ook het standbeeld van Cyrill Daal (2022) hier naartoe gebracht.
| Onderwerp                         | Type       | Kunstenaar            | Onthulling               | Omschrijving                                         |
| --------------------------------- | ---------- | --------------------- | ------------------------ | ---------------------------------------------------- |
| Standbeeld van Jozef Weidmann     | standbeeld | Jozef Klas            | 1975                     | Jozef Weidmann, voorvechter Kiesrecht in Suriname    |
| Standbeeld van Fred Derby         | standbeeld | Erwin de Vries        | 2012                     | Fred Derby, vakbondsleider en grondlegger SPA (1987) |
| Borstbeeld van Hendrik Sylvester  | borstbeeld | Jules Brand-Flu       | 2014                     | Hendrik Sylvester, vakbondsleider                    |
| Standbeeld van Cyrill Daal        | standbeeld | Erwin de Vries        | 1991, op deze plek: 2022 | Cyrill Daal, vakbondsleider                          |
| Borstbeeld van José de San Martín | borstbeeld | Miguel Ángel Villalba | 2017                     | José de San Martín, stichter Argentinië              |